# Прапор Вільяндімаа
Прапор Вільяндімаа (ест. Viljandimaa lipp) є одним із офіційних символів Вільяндімаа, одного з повітів Естонії.

## Опис
Прапор становить собою прямокутне полотнище зі співвідношенням ширини до довжини як 7:11, яке складається з двох рівновеликих горизонтальних смуг: верхньої білої та нижньої зеленої. Посередині білої смуги розміщено герб повіту.
Стандартний розмір прапора 105x165 см.

## Історія
Прапор офіційно впроваджено 26 серпня 1996 року. 